# Катаро-пакистанские отношения
Катаро-пакистанские отношения — двусторонние дипломатические отношения между Катаром и Пакистаном.

## История
В апреле 1999 года в Исламабаде был подписан меморандум о взаимопонимании полномочными представителями министерств иностранных дел обоих государств. В марте 2015 года эмир Катара Тамим бин Хамад Аль Тани совершил государственный визит в Пакистан, что привело к улучшению отношений между  странами и поднятию их на новый уровень. С 2015 по 2016 год между странами состоялся обмен государственными визитами с участием высокопоставленных дипломатов и военных. В июне 2015 года Пакистан отказался разрывать дипломатические отношения с Катаром, несмотря на давление со стороны властей Саудовской Аравии. 

## Торговля
В 2015 году стороны заключили контракт по поставке сжиженного природного газа из Катара в Пакистан на сумму 16 млрд. долларов США. Экспорт Пакистана в Катар: рис, кожа, текстиль, хлопчатобумажная пряжа, ткань, мясо. Экспорт Катара в Пакистан: нефть, пластмасса, органические химикаты и железо. В Катаре проживает около 100 000 рабочих из Пакистана. С 2016 по 2017 год товарооборот между странами увеличился на 104 % и составил сумму 1,4 млрд. долларов США.

## Дипломатические представительства
- Катар имеет посольство в Исламабаде[9].
- У Пакистана имеется посольство в Дохе[10].